# Gützkow
Gützkow är en stad (landstadt) och kommun i Mecklenburg-Vorpommern i nordöstra Tyskland. Den ligger 15 km söder om Greifswald och på Peenes norra flodbank. Gtzkow ingår i kommunförbundet Amt Züssow vars centralort är grannorten i öster, Züssow. Gützkow var huvudstad i det medeltida grevskapet med samma namn (Grafschaft Gützkow).

## Bilder

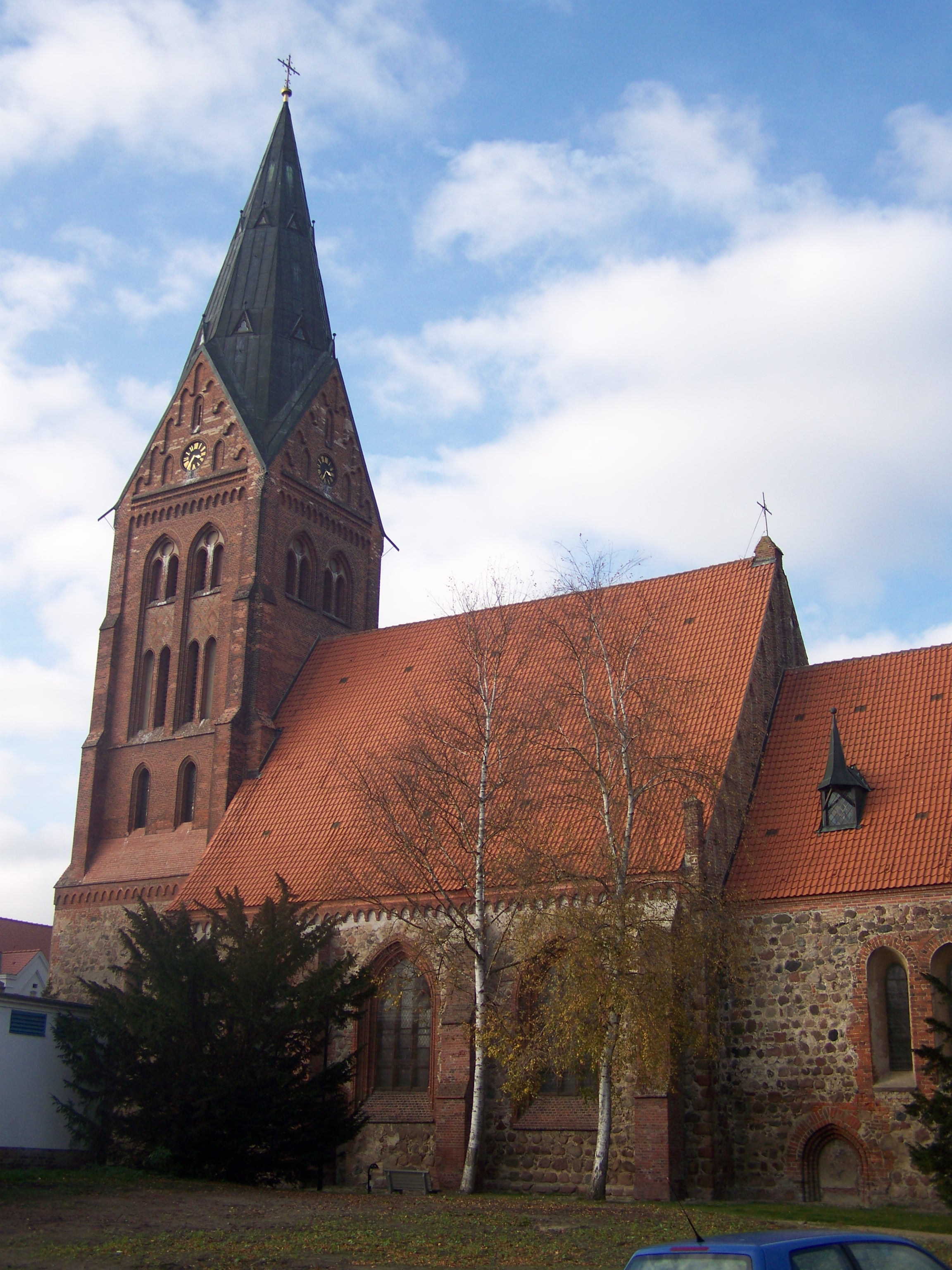
Nikolaikirche i Gützkow.